# Tibbot na Long Bourke
Tibbot na Long Bourke (1567 - 18 juin 1629), anglicisé en Theobald Bourke, est un pair irlandais. Parlementaire et membre éminent de la maison des Mac William Íochtar ou MacWilliam Bourke du comté de Mayo , Tibbot fut membre de la  chambre des communes irlandaise et plus tard créé 1er Vicomte Mayo. Sa carrière pleine de succès, illustre habituellement, les difficultés de la transition de l'aristocratie gaélique irlandais pendant la reconquête de l'Irlande par les Tudors.
Le prénom de Bourke est reproduit sous diverses formes: « Teabóid » ou « Tepóitt » en  vieil irlandais. Tibbot dérive du nom français Thibault, forme de Theobald; et "na Long" signifie "des navires", car il est né à bord d'un bateau. Ce qui en anglais de l'époque Tudor devient: Tibbott ou Tibbot na Long.

## Seigneurie des MacWilliam
La lignée ancestrale de Tibbot commence avec Guillaume de Bourg qui obtient la souveraineté sur le Connacht en 1215 du roi Jean Ier d'Angleterre. Le fils de Guillaume, Richard de Bourg (mort en 1243) prend possession de la plus grande partie de la province au XIIIe siècle. Sa descendance se divise entre:
- Mac William Uachtar (Haut), ou Burke de Clanricard, implantés dans le comté de Galway,
- Mac William Íochtar (Bas), ou Bourke de Mayo, implantés dans le comté de Mayo.

Ces deux branches maintiennent leurs domaines malgré l’opposition des seigneurs gaéliques ou normands au cours des siècles suivants et elles font partie des familles hiberno-normandes typiques qui par intermariages locaux ont adopté la culture gaélique au XIVe siècle.

## Origine

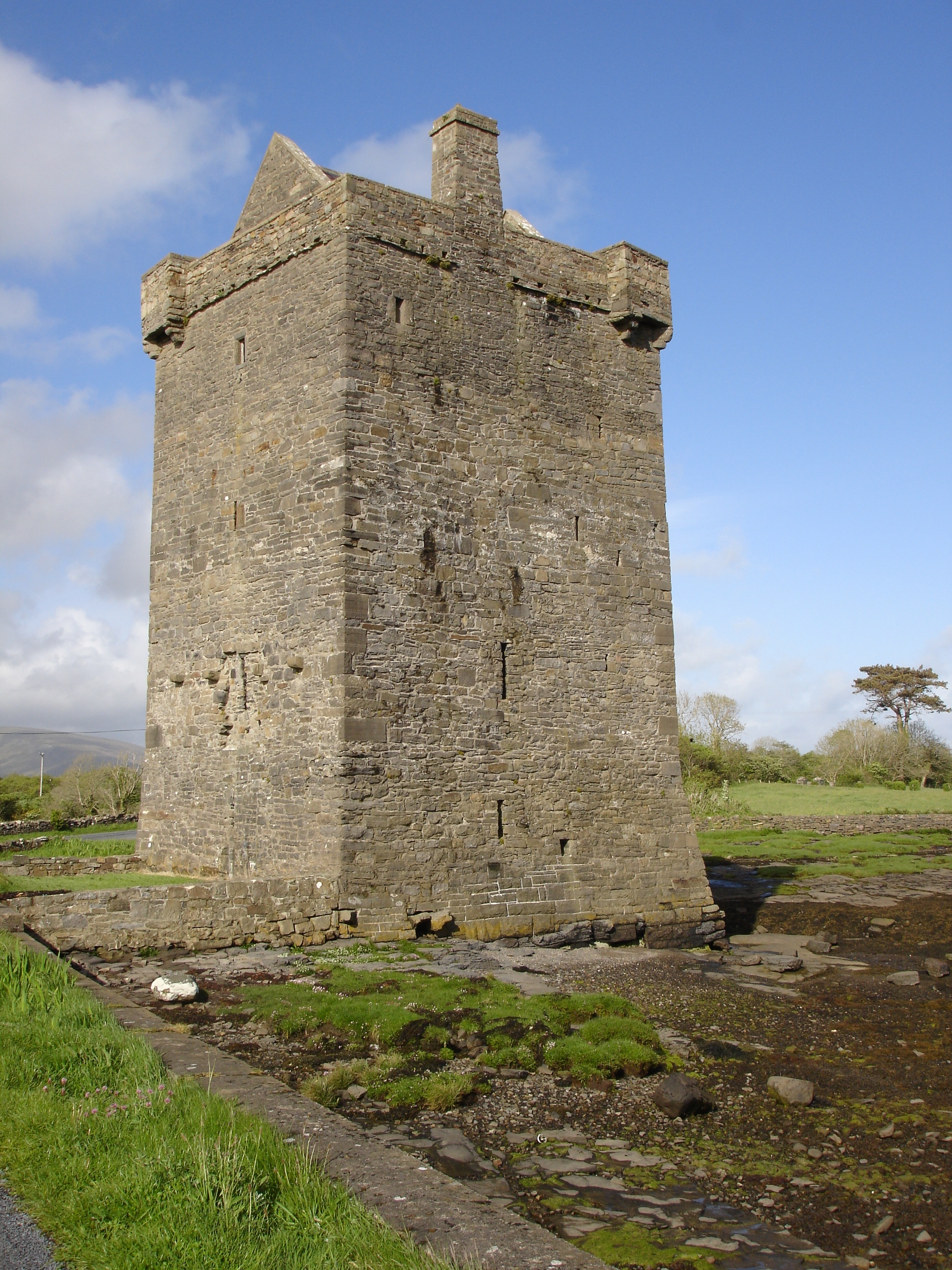
Rockfleet Castle, principale base de Risteard an Iarainn

Sa mère est la fameuse reine pirate Gráinne Ní Mháille (1530–1603) et son père Risdeárd an Iarainn Bourke (mort en 1583), qui était son second époux, et un membre de la lignée aînée du clan  MacWilliam Bourke. Risdeárd an Iarainn (Richard d'Acier) ainsi surnommé soit  pour le port de cotte de mailles ou de ses « actions de fer. » Ses deux parents détenaient des domaines le long de la côte ouest du comté de Mayo. Tibbot naît en mer, peut-être juste avant que la flotte de sa mère engage un combat naval avec des pirates barbaresques,

## 1613–1629
En 1613–15 Tibbot est l'un des deux représentants du Mayo au Parlement d'Irlande. Étant demeuré catholique, il vote contre la création de nouveaux bourgs par les membres protestants car la nouvelle représentation accorde aux Protestants une majorité de 108–102 à la chambre des Communes.
La guerre Anglo-Espagnole débute peu après l'accession au trône de  Charles Ier, et avec son fils Miles ils sont chargés de la planification d'une révolte catholique soutenue par l'Espagne. Peu après il est créé 1er Vicomte Mayo le 21 juin 1627, avec comme prénom Theobald. En 1628 avec d'autres nobles catholiques ils signent une pétition afin de persuader le roi Charles Ier d'abroger certaines lois anticatholiques connues sous le nom de The Graces (en). Il meurt le 18 juin 1629 et il est inhumé dans l'abbaye de Ballintubber.
Alors que Tibbot demeure catholique, il accepte que pour des raisons politiques son fils Miles se conforme au culte anglican et soit éduqué à l'Université d'Oxford, mais lui et ses autres enfants restent catholiques romains.

## Union et postérité
Tibbot épouse Maeve/Maud, fille de Domnhnall Ó Conchobhair Sligigh (O'Connor Sligo), en 1585, et ils ont huit enfants quatre filles et quatre garçons:
- Meilers Bourke 2e Vicomte de Mayo de 1629 à 1649 épouse a) Honora Burke; b) Isabella Freake.
- David, meurt sans enfants en 1677; épouse a) Mary O'Donnell; b) Miss Howard
- Theobald Riabach, mort en 1654 en Espagne; épouse  Ne Burke de Turlough
- Richard, épouse Anne McMahon